# Exhaust Heat
 (juin 2017).
Si vous disposez d'ouvrages ou d'articles de référence ou si vous connaissez des sites web de qualité traitant du thème abordé ici, merci de compléter l'article en donnant les références utiles à sa vérifiabilité et en les liant à la section « Notes et références ».
Exhaust Heat (aussi connu sous le nom de F1 Race of Champions) est un jeu vidéo sorti en 1992 sur Super Nintendo. 

## Système de jeu
Cette simulation automobile propose au joueur de se mettre dans la peau d’un pilote de Formule 1 démarrant à bord d’une modeste monoplace, qu’il peut faire évoluer en fonction de primes dont le montant varie selon ses résultats en course. Ainsi, peuvent être améliorés : châssis, freins, suspensions, boîte de vitesses, diffuseur, ailerons, pneus et moteur.
Huit monoplaces prennent part aux courses.
Le jeu s'inspire de la  saison 1991 et des 16 grands prix qu’elle compte, cependant proposés dans un ordre croissant de difficulté et non chronologique. Ainsi, les Grand Prix d'Italie et de Grande-Bretagne ouvrent la saison, tandis que Monaco et le Japon la clôturent.
Faute de licence FIA, les pilotes gérés par l’ordinateur sont fictifs mais inspirés de la réalité. Les amateurs de Formule 1 peuvent donc reconnaître : Ayrton Senna (sous le nom de A. Seth), Alain Prost (A. Proteus), Nigel Mansell (N. Manson), Satoru Nakajima (S. Nakada), Andrea De Cesaris (A. Chester), Nelson Piquet (N. Pious) et Ivan Capelli (I. Capys). À chaque fin de course, une image du podium récompensant les trois premiers pilotes apparaît.
Les écuries, elles aussi non apparentes sous leur vrai nom, sont cependant désignées par des abréviations (exemple : FER pour Ferrari, McL pour McLaren...), et sont aisément identifiables à leurs couleurs, fidèlement calquées sur la réalité. 
L'intelligence artificielle gère les capacités des monoplaces selon la réalité. Ainsi, la Formule 1 inspirée d'Ayrton Senna, champion du monde 1991, termine régulièrement sur le podium, tandis que celle inspirée par Ivan Capelli finira souvent dans les dernières positions.
Exhaust Heat est la première simulation de Formule 1 sortie sur Super Nintendo, et utilise le mode graphique Mode 7 développé précédemment sur le jeu F-Zero.

## Pilotes
| Nom dans le jeu | Nom réel          | Nationalité | Écurie |
| --------------- | ----------------- | ----------- | ------ |
| N. Manson       | Nigel Mansell     | Royaume-Uni | WIL    |
| A. Proteus      | Alain Prost       | France      | FER    |
| A. Seth         | Ayrton Senna      | Brésil      | McL    |
| S. Nakada       | Satoru Nakajima   | Japon       | TYR    |
| N. Pious        | Nelson Piquet     | Brésil      | BEN    |
| A. Chester      | Andrea De Cesaris | Italie      | JOR    |
| I. Capys        | Ivan Capelli      | Italie      | LEY    |

## Critiques
En avril 1992, le test est publié par le magazine Consoles +, à partir de la version japonaise du jeu. Exhaust Heat obtient une note de 80/100. La même note est attribuée par Player One dans son numéro de décembre 1992. Le magazine met en avant la jouabilité et la sensation de vitesse qui découle du jeu. Le principal défaut ressortant des deux tests d'Exhaust Heat tient aux graphismes. 
Son confrère Nintendo Player publie le test du jeu en janvier 1993 (numéro 8).